# Le Pare-brise, sur la route de Villacoublay
Le Pare-brise, sur la route de Villacoublay est un tableau réalisé par le peintre français Henri Matisse en 1917. Cette huile sur toile représente une route bordée d'arbres aperçue à travers son pare-brise depuis l'intérieur d'une automobile, dans les environs de Villacoublay. Elle est aujourd'hui conservée au Cleveland Museum of Art, à Cleveland, dans l'Ohio, aux États-Unis.